# Natuurpark Marismas de Santoña, Victoria y Joyel

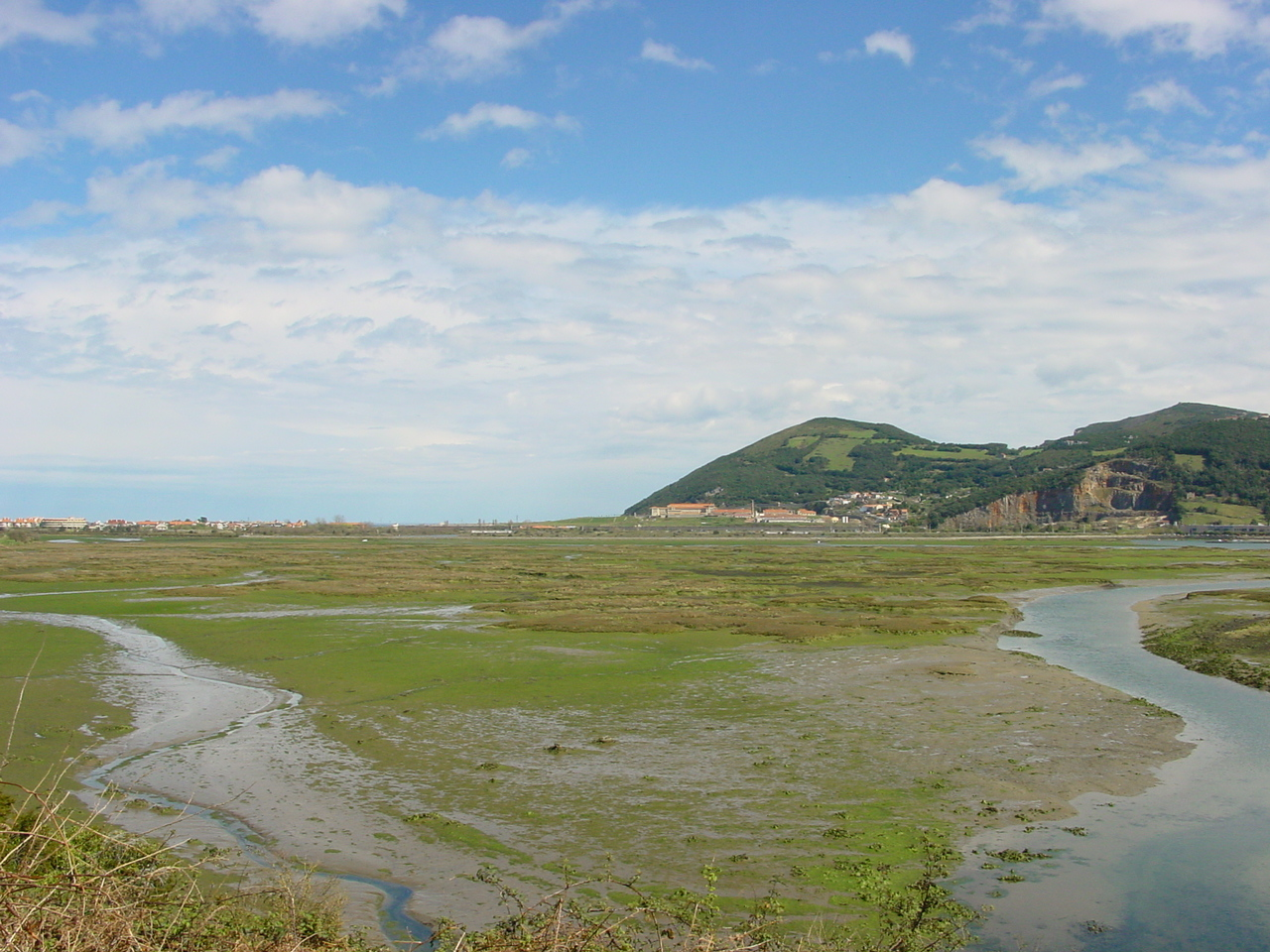

Het Natuurpark Marismas de Santoña, Victoria y Joyel (Spaans: Parque natural de las Marismas de Santoña, Victoria y Joyel) is een natuurpark in Cantabrië in Spanje. Het natuurpark werd opgericht in 1992 en is 6678 hectare groot. Het natuurpark omvat het estuarium van de Asón en de moerassen van Victoria en Joyel.